# Michał Romanow (1798–1849)
Michał Pawłowicz Romanow (ur. 28 stycznia?/8 lutego 1798 w Petersburgu, zm. 9 września 1849 w Warszawie) – wielki książę Rosji.

## Życiorys
Był czwartym synem a dziesiątym dzieckiem cara Pawła I oraz jego żony Zofii Doroty Wirtemberskiej.
Rezydował w zbudowanym w latach 1819-1825 według projektu Carla Rossiego Pałacu Michajłowskim, który obecnie jest siedzibą Muzeum Rosyjskiego
19 lutego 1824 poślubił księżniczkę Charlottę Wirtemberską, która przeszła na wiarę prawosławną i przyjęła imię Elena Pawłowna. Para miała pięć córek:
- Wielką księżnę Marię Michajłownę (1825–1846)
- Wielką księżnę Elżbietę Michajłownę (1826–1845)
- Wielką księżnę Katarzynę Michajłownę (1827–1894)
- Wielką księżnę Aleksandrę Michajłownę (1831–1832)
- Wielką księżnę Annę Michajłownę (1834–1836)

Zmarł podczas pobytu w Warszawie, w Belwederze.

## Odznaczenia
- Order Świętego Andrzeja Apostoła Pierwszego Powołania (Rosja)
- Order Świętego Aleksandra Newskiego (Rosja)
- Order Świętego Jerzego II Klasy (Rosja)
- Order Świętego Włodzimierza I Klasy (Rosja)
- Order Orła Białego (Polska, 1818)[2]
- Order Świętej Anny I klasy (Rosja)
- Polski Znak Honorowy „Virtuti Militari” I Klasy (Rosja)
- Komandor Orderu Świętego Jana Jerozolimskiego (Rosja)
- Szpada z Brylantami za Waleczność (Rosja)
- Znak Honorowy (Rosja)
- Medal za Wojnę Polską 1830-1831 (Rosja)
- Medal za Wojnę Turecką 1828-1829 (Rosja)
- Order Ludwika (Hesja)
- Order Sokoła Białego (Weimar)
- Order Wierności (Badenia)
- Order Świętego Benedykta z Aviz (Brazylia)
- Order Korony (Wirtembergia)
- Order Serafinów (Szwecja)
- Order Orła Czarnego (Prusy)
- Order Orła Czerwonego (Prusy)
- Medal za 25 Lat Służby (Prusy)
- Order Lwa Niderlandzkiego (Holandia)
- Order Ducha Świętego (Francja)
- Order Złotego Runa (Hiszpania)
- Order Świętego Huberta (Bawaria)
- Order Świętego Stefana (Austro-Węgry)
- Order Najwyższy Świętego Zwiastowania nadany w 1833 r. przez Karola Alberta króla Sardynii[3]